# Mittelstaat
Als Mittelstaat (oder Mittelmacht) wird ein Staat bezeichnet, der zu groß bzw. zu einflussreich ist, um als Kleinstaat zu gelten, aber auch zu klein bzw. zu schwach, um Großmacht zu sein. Ein solcher Staat kann eine Regionalmacht sein, gilt global aber als Mittelstaat.

## Allgemeines
Die Bezeichnung Mittelmacht wird eher selten verwendet, da sie – vor allem in ihrer Pluralform – missverständlich ist. Die im Ersten Weltkrieg verbündeten Großmächte Deutschland und Österreich-Ungarn werden traditionell als (die) Mittelmächte bezeichnet. Hier bezieht sich Mittel allerdings auf die geografische Lage in Mitteleuropa, nicht auf die Größe der Staaten.
Mittelstaaten sind das Erkenntnisobjekt der Politikwissenschaft und Geografie, doch lässt sich hier eine allgemeingültige Definition der Begriffe Flächen- oder Mittelstaat nicht finden. Teile der Fachliteratur sehen Staaten mit einer Bevölkerungszahl von mehr als 15 Millionen Einwohnern bei einer Fläche von über 5.000 km² als Mittelstaaten. 1972 kategorisierte Erich Obst die Staaten hinsichtlich ihrer Gebietsgröße als makrotope (Flächenstaaten, mehr als 800.000 km²), mesotope (Mittelstaaten, zwischen 40.000 und 800.000 km²), mikrotope (Kleinstaaten, zwischen 1000 und 40.000 km²) und minitope (Zwergstaaten, weniger als 1000 km²). Das wissenschaftliche Interesse galt seit jeher den Großstaaten; das sind Staaten mit großem Staatsgebiet und hoher Bevölkerungszahl.
Historisch wird der Begriff Mittelstaat vor allem in der deutschen Geschichte während des Dualismus zwischen Preußen und Österreich verwendet, um die mittelgroßen deutschen Staaten Sachsen, Hannover, Bayern usw. zu bezeichnen, die zuweilen auch als „Drittes Deutschland“ zusammengefasst werden.

## Abgrenzungen
Wie die Abgrenzung zwischen Kleinstaat und Zwergstaat ist auch die Abgrenzung zwischen Kleinstaat und Mittelstaat oder vom Mittelstaat zum Großstaat nicht eindeutig festgelegt und vom Blickwinkel bei der Betrachtung abhängig. Ein Staat kann im globalen Maßstab ein Mittelstaat sein, regional aber eine großmachtähnliche Rolle spielen, das gilt zum Beispiel für Ägypten in Nordafrika, Indonesien in Südostasien oder Brasilien in Südamerika. Bedeutende Industriestaaten wie Kanada und Japan werden in Abgrenzung zur klassischen Hegemonial- oder Supermacht als Mittelmächte eingestuft, im Gegensatz zur Groß- oder Weltmacht Vereinigte Staaten. Kriterien für die Klassifizierung als Flächen- oder Mittelstaat sind die Staatsfläche, Bevölkerungszahl, wirtschaftlicher und/oder finanzieller Status, verfügbare Ressourcen, Verteidigungsfähigkeit und Kriegsbereitschaft.
Lange wurden Mittelstaaten in den Sozialwissenschaften allein über das Bruttoinlandsprodukt oder ihre Rüstungsausgaben identifiziert, mittlerweile sind auch anspruchsvollere Verfahren in Gebrauch. Der Politikwissenschaftler Enrico Fels identifiziert beispielsweise sechs regionale Mittelmächte in Asien-Pazifik über die Clusteranalyse (k-means) eines Kompositindex, der 54 Indikatoren umfasst und die aggregierte Machtbasis von 44 regionalen Staaten darstellt. Ausgehend von einer realistischen Ontologie analysiert er mittels quantitativer und qualitativer Verfahren die Balancing- und Bandwagoning-Strategien der von ihm identifizierten Mittelmächte, um einer möglichen Machtverschiebung zwischen China und den Vereinigten Staaten seit Ende des Kalten Krieges näher auf den Grund zu gehen.

## Diskussion zum wiedervereinigten Deutschland
Vor und nach dem Beitritt der Deutschen Demokratischen Republik zur Bundesrepublik Deutschland im Jahr 1990 wurde zunehmend auch Deutschland wieder als Mittelstaat bezeichnet. Bundeskanzler Gerhard Schröder (SPD) benutzte 2005 den Begriff, um den gewachsenen internationalen Einfluss des wiedervereinigten Deutschlands zu beschreiben und ein größeres Selbstbewusstsein zu fordern. Die Kluft zwischen „Selbsteinschätzung“ im Innern und den „Erwartungen im Ausland“ dürfe nicht noch größer werden. Etwa zehn Jahre später wurde die Einschätzung als Mittelmacht zunehmend für selbstverständlich erachtet, teilweise sogar schon als zu klein empfunden. So kritisierte beispielsweise zu Beginn des Jahres 2016 Wolf Schneider, ehemaliger Chefredakteur der Tageszeitung Die Welt, die konsequente Verwendung des Begriffs in der Frankfurter Allgemeinen Zeitung als Selbstdemontage und Degradierung, angesichts der klaren deutschen Führungsrolle in Europa.